# Монтебелло, Люк
Люк Монтебелло (мальт. Luke Montebello; 13 августа 1995, Мальта) — мальтийский футболист, нападающий клуба «Хамрун Спартанс» и сборной Мальты.

## Биография

### Клубная карьера
Воспитанник мальтийского клуба «Биркиркара». В 2011 году Монтебелло стал игроком молодёжной команды итальянского «Ливорно». Профессиональную карьеру начал после возвращения на Мальту летом 2013 года. В составе клуба «Валлетта» в свой первый сезон игрок стал чемпионом и обладателем Кубка Мальты. По ходу сезона 2014/15 был отдан в аренду в клуб «Зеббудж Рейнджерс», где выступал до конца сезона и сыграл 12 матчей (забил 2 гола). Следующие полтора сезона Монтебелло также провёл в аренде в клубах «Таршин Рэйнбоус» и «Пембрук Атлета», но затем вернулся в «Валлетту».
Летом 2017 года подписал контракт с клубом «Биркиркара», где быстро стал игроком основы. В январе 2018 года, решением УЕФА, Монтебелло был отстранён от любой деятельности связанной с футболом сроком на 12 месяцев. Контрольно-дисциплинарный комитет счёл игрока виновным в организации договорных матчей молодёжной сборной Мальты против сверстников из Черногории и Чехии в марте 2016 года. Санкции со стороны УЕФА коснулись шестерых мальтийских футболистов (Араба, Бриффу, Камензули, Кремону, Монтебелло, Чезаре), причём двое из них (Бриффа и Чезаре) были отстранены пожизненно.
После окончания дисквалификации Монтебелло продолжил играть за «Биркиркару». В январе 2020 года на правах аренды перешёл в «Бальцан».

### Карьера в сборной
За основную сборную Мальты дебютировал 26 марта 2017 года, появившись на замену в компенсированное время в матче отборочного турнира чемпионата мира 2018 против сборной Словакии. Затем некоторое время не вызывался в состав национальной команды, в частности из-за наложенной УЕФА дисквалификации. Вернулся в сборную в июне 2019 года, получив вызов на отборочные матчи чемпионата Европы 2020.

## Достижения
«Валлетта»
- Чемпион Мальты (2): 2013/14, 2014/15
- Обладатель Кубка Мальты: 2013/14
- Обладатель Суперкубка Мальты: 2016

«Хамрун Спартанс»
- Чемпион Мальты: (2) 2022/23, 2023/24
- Обладатель Суперкубка Мальты (2): 2023, 2025